# Каскахальский блок
Каскахальский блок (исп. bloque de Cascajal) — плита из серпентинита с письменными знаками, найденная в 1999 году в Мексике и датируемая 1-м тысячелетием до н. э. Знаки, вырезанные на плите, к настоящему времени не расшифрованы и могут быть образцом самой ранней письменности Нового Света. Предполагается, что надпись на Каскахальском блоке представляет собой артефакт ольмекской письменности. Ольмеки процветали в районе Мексиканского залива в период около 1250—400 годов до н. э. Каскахальский блок — единственное свидетельство существования данной письменности. Археолог Стивен Хаустен из Университета Брауна считает, что это открытие позволяет рассматривать ольмекскую цивилизацию как несомненно обладавшую письменностью, а также свидетельствует о более высоком уровне развития данной цивилизации. Однако ряд специалистов высказывает сомнения в подлинности надписи на Каскахальском блоке.
Каскахальский блок был найден в конце 1990-х годов в деревне Лас-Ломас-де-Такамичапан (исп. Las Lomas de Tacamichapan) в низинах Веракруса, в древнем центре ольмекской цивилизации, расположенном у побережья Юго-Восточной Мексики. Блок обнаружен дорожными рабочими в груде строительного мусора среди керамических осколков и глиняных фигурок. На основании датировки найденных рядом предметов блок был отнесён к фазе Сан-Лоренсо — Теночтитлан Ольмекской археологической культуры, завершившейся к 900 году до н. э. Таким образом, надпись на блоке предшествует древнейшему сапотекскому письму, относимому примерно к 500 году до н. э. Археологи Кармен Родригес Мартинес (исп. Carmen Rodríguez Martínez) и Понсиано Ортис Себальос (исп. Ponciano Ortiz Ceballos) из Мексиканского национального института антропологии и истории изучили блок и официально его зарегистрировали. Каскахальский блок весит около 11,5 кг и имеет габариты 36 × 21 × 13 см. Подробная информация о находке была опубликована исследователями в выпуске журнала «Science» от 15 сентября 2006 года.

## Описание
Надпись содержит в общей сложности 62 глифа, часть из которых напоминает растения, такие как маис или ананас, другие — животных, таких как насекомое или рыба. Многие символы более абстрактны, это прямоугольники и каплевидные фигуры. Символы на Каскахальском блоке не похожи на символы ни одной другой мезоамериканской системы письма, включая письменность майяских языков и истмианское письмо, ещё одну исчезнувшую письменность Мезоамерики. Надпись на Каскахальском блоке необычна также тем, что символы, по-видимому, располагаются горизонтальными рядами. Во всех прочих известных мезоамериканских системах письма текст обычно записывается вертикальными строками. Кроме того, «нет весомых оснований говорить о наличии общей структуры [надписи]. Эти последовательности представляются независимыми единицами информации».

## Мнения специалистов

### Признание аутентичности
Авторы доклада
- Стивен Д. Хаустен, который также принимал участие в исследовании, считает, что если текст будет расшифрован, он раскроет «самые ранние голоса Мезоамериканской цивилизации»[2]. Исследователь отмечает, что некоторые пиктограммы часто повторяются, особенно напоминающие насекомое или ящерицу. Хаустен предполагает, что «это могут быть знаки, сообщающие читателю, что здесь используются слова, которые звучат похоже, но имеют разные значения, как в случае с „I“ („я“) и „eye“ („глаз“) в английском языке». Он заключает: «Линейный порядок, регулярность знаков и четкая структура говорят мне, что это письменность. Но мы не знаем, что там записано»[7].
- Карл Таубе, археолог из Калифорнийского университета в Риверсайде, который участвовал в документировании и публикации открытия отмечает, что ольмеки имели очень развитое искусство, включая иконографию, но Каскахальский блок дает первое убедительное свидетельство наличия у них письменности[8].
- Для Ричарда Диля из Университета Алабамы находка, анонсированная в журнале «Science», стала убедительным доказательством того, что у ольмеков была письменность. По словам учёного, он всегда считал, что ольмеки владели умением писать, и находка подтвердила его интуитивное предположение[9].

Другие учёные
- Уильям Сатурно[англ.], антрополог из Университета Нью-Гэмпшира и эксперт в области мезоамериканской письменности, не участвовавший в исследовании, согласился с Хаустеном, что горизонтально ориентированная надпись демонстрирует структуру, которая является одним из признаков подлинной письменности, наряду с синтаксисом и определенным порядком слов. По мнению Сатурно, надпись представляет собой «полноценный текст — письменные знаки, заменяющие собой слова»[10].
- Мэри Пол из Университета штата Флорида, эксперт по ольмекам, пишет: «Один знак действительно похож на кукурузный початок с волосками, распускающимися сверху. Другие значки уникальны и никогда раньше не встречались, например, одно из насекомых… Изображенные предметы — и, вероятно, само письмо — имели особое значение в ритуальной сфере… Мы видим, что письменность тесно связана с ритуалом и ранними религиозными представлениями, потому что они берут ритуальный орнамент и кладут его в основу глифов, из которых составляют записи. И все это происходит в период появления первых правителей, в контексте развития централизованной власти и стратифицированного общества»[11].
- Дэвид Стюарт из Техасского университета в Остине, эксперт в области мезоамериканской письменности, не связанный с самим открытием, но рецензировавший исследование для журнала «Science», считает, что данная находка является одним из доказательств происхождения мезоамериканской письменности и многих других элементов культуры из этого региона[12].
- Лиза Лекун (Lisa LeCount) — доцент археологии в Университете Алабамы — предположила, что плита могла быть скульптурным венцом, вырезанным в камне с целью упрочить власть правителя. «Камень мог использоваться одним из ранних правителей для того, чтобы утвердить его возвышенное положение и узаконить право на власть. В этом обществе только элита умела читать и писать»[9]. Лекун уверена, что ольмеки представляли собой «материнскую культуру» относительно майя, чьи надписи и здания существуют по сей день.
- Катерина Маньи[англ.] — адъюнкт-профессор доиспанской археологии в Университете Париж—Сорбонна — дала новую интерпретацию Каскахальского блока. Маньи интерпретировала каждый глиф отдельно. Исследователь предложила религиозное и ритуальное понимание текста. По ее мнению, речь идет об обряде посвящения, который имел место в подземном помещении и включал практики самоотречения. «Этот проработанный код выражает и поддерживает чрезвычайно тонкий образ мышления, связанный прежде всего с религиозными представлениями, но также, в меньшей степени, с социально-политической сферой»[13]. В книге «Les Olmèques. La genèse de l’écriture en Méso-Amérique» 2014 года Маньи писала, что на Каскахальском блоке выгравированы глифы, принадлежащие ольмекам и свидетельствующие, что этот древний народ изобрел письменность. Маньи предлагает новый подход к графическому коду ольмеков и новый взгляд на их образ мышления, а также дает словарь ольмекских глифов и символов[14].
- Дэвид Фрейдель и Кент Рейли III в 2010 году предположили, что символы на Каскахальском блоке представляют собой не образец уникальной системы письма, а скорее изображают особый порядок священных предметов, которые в древности использовались для магических целей[15]. Символы обозначали содержимое трёх связок священных предметов[англ.], изображённых в трёх отдельных регистрах (уровнях), в последовательности от верхней к нижней части надписи. Эти священные связки включают хорошо известные предметы, используемые в магических ритуалах и в гадании. Многие объекты и знаки, расположенные горизонтально внутри регистров, присутствуют во всех трёх регистрах. Надпись в целом должна читаться бустрофедоном, как слева направо, так и справа налево, последовательность строк — сверху вниз. Фрейдель и Рейли утверждают, что большая часть символов может быть найдена в произведениях искусства среднего формативного периода, а многие другие символы являются частью композиций, понятных с точки зрения иконографии, они представляют собой пиктограммы, а не запись устной речи. Вместо того, чтобы создавать эпистемологический тупик, являющийся результатом интерпретации надписи как образца уникальной письменности, её следует рассматривать как ключ к пониманию особого расположения священных предметов. Цель создания надписи, возможно, состояла в том, чтобы сохранить знания о гаданиях или других магических ритуалах. Это была повсеместная ритуальная практика, хорошо известная по данным мезоамериканской археологии формативного периода[15].

### Сомнения в подлинности
Скептические мнения
- По мнению Дэвида Гроува[англ.] — археолога из Университета Флориды, не участвовавшего в исследовании, — надпись похожа на подделку, поскольку она демонстрирует горизонтальное направление письма, в отличие от вертикального в других письменностях данного региона[16].
- Кристофер Пул, археолог из Университета Кентукки в Лексингтоне в 2010 году указал на два существенных обстоятельства, связанных с находкой: во-первых, надпись уникальна, а во-вторых, когда Родригес и Ортис обнаружили плиту, она была уже извлечена из земли, и лишена своего первоначального археологического контекста[16].
- Max Schvoerer, профессор Университета Мишеля де Монтень и учредитель Laboratoire de Physique appliquée à l’Archéologie, отметил: «К сожалению, авторы определили возраст плиты только косвенным путем, изучив осколки керамики, найденные на месте, вне контекста надежно определенного и датированного культурного слоя»[17].

Формальная критика
В наиболее полном виде критика была представлена в выпуске журнала «Science» от 9 марта 2007 года. Археологи Карен Брунс и Нэнси Келкер обозначили пять проблем, связанных с находкой:
1. Блок был обнаружен в куче бульдозерного мусора и не может быть надежно датирован.
2. Надпись уникальна. Нет ни одного другого известного примера ольмекских изображений, а тем более надписей, выполненных на серпентинитной плите.
3. Все прочие мезоамериканские системы письма имеют либо вертикальное, либо линейное направление текста. Расположение глифов на плите не соответствует ни одному из форматов, они помещены «случайными пачками».
4. Как отмечали авторы, некоторые глифы встречаются на других ольмекских артефактах, но никогда ранее они не идентифицировались как письменные знаки, только как декоративные мотивы.
5. «Глиф, который мы можем описать только как „вошка“ (англ. разг. "cootie") (№ 1/23/50), не подходит ни к одной известной категории мезоамериканских глифов и, вместе с контекстом находки, прозрачно намекает на шутку».

Опровержение критики авторов оригинального исследования было опубликовано непосредственно после:
1. Другие важные находки, связанные с письменностью, включая Розеттский камень, также были сделаны вне контекста материальной культуры.
2. Надписи, подобные этой, должны быть нечеткими и могли остаться незамеченными на ранее обнаруженных плитах.
3. Надпись имеет осмысленную структуру.
4. «Все известные иероглифические системы мира связаны с предшествующей иконографией или кодифицированной символикой», поэтому неудивительно, что глифы Каскахальского блока прослеживаются в качестве декоративных мотивов.
5. Глиф «вошка» в «объемном виде» может быть найден на монументе № 43 из Сан-Лоренсо.